# Julie Vignola
Pour les articles homonymes, voir Vignola (homonymie).
Julie Vignola, née en 1977 à Sept-Îles, est une enseignante et une femme politique canadienne. Elle est députée de la circonscription de Beauport—Limoilou à la Chambre des communes du Canada de 2019 à 2025 sous la bannière du Bloc québécois.

## Biographie
Julie Vignola est née en 1977 à Sept-Îles, et grandit dans la ville minière de Fermont. Son père Jacques Vignola est engagé dans le syndicalisme en plus d'être conseiller municipal et président du conseil d'administration du Centre de santé. Le député Denis Perron est un ami de la famille et se rend chez les Vignola quand il visite Fermont. Julie est ainsi initiée à la politique.
Elle habite principalement à Fermont jusqu'en 1993, puis à Mont-Joli dans le Bas-Saint-Laurent, mais elle revient travailler l'été à Fermont. Elle étudie au Cégep de Matane puis à l'Université du Québec à Rimouski où elle obtient en 2002 un baccalauréat en enseignement de l'histoire et de la géographie. Elle enseigne par la suite dans différentes régions du Québec, principalement sur la Côte-Nord et dans le Bas-Saint-Laurent. Plus tard, elle s'installe à Drummondville où elle est professeur d'anglais au Collège Saint-Bernard, un établissement d'enseignement privé.

### Carrière politique
Julie Vignola est impliquée depuis longtemps au Parti québécois. Elle travaille pour la campagne du candidat du Bloc québécois à Drummondville quand le chef Yves-François Blanchet lui demande expressément de se porter candidate dans Beauport—Limoilou. Ayant obtenu le soutien de sa famille, elle accepte de relever ce défi. Elle loue un appartement dans le quartier Maizerets en juillet 2019 et se met en campagne, voyant sa famille les fins de semaine.
Lors du scrutin du 21 octobre, elle est élue, devançant le député sortant Alupa Clarke par 1 964 voix,. En novembre 2019, elle est nommée porte-parole de son parti pour les services publics, l'approvisionnement et les opérations gouvernementales.
Lors de l'élection du 28 avril 2025, elle perd son siège, terminant troisième, battue par le candidat libéral Steeve Lavoie qui obtient 35,6 % des voix et une majorité de 3 399 voix sur le candidat conservateur Hugo Langlois, arrivé en deuxième position.

### Vie privée
Julie Vignola et son conjoint ont quatre enfants.